# Komet Hergenrother 2
Komet Hergenrother 2 ali 175P/Hergenrother je periodični komet z obhodno dobo okoli 6,6 let.

 Komet pripada Jupitrovi družini kometov .

## Odkritje[1]
Komet je odkril 4. februarja 2000 ameriški astronom Carl W. Hergenrother iz Lunarnega in planetarnega laboratorija v Arizoni, ZDA v okviru programa Catalina Sky Survey. Komet so našli tudi na posnetkih programa LINEAR, ki so jih posneli že 4. januarja.